# Iglesia de la Santísima Trinidad en Cracovia (calle Krakowska)
La Iglesia de la Santísima Trinidad es una histórica iglesia conventual católica romana de los Hermanos Hospitalarios ubicada en Cracovia, en el distrito de la Ciudad Vieja en la calle Krakowska 48, en Kazimierz.

## Historia
En 1688 En 1482, el obispo de Cracovia, Jan Małachowski, permitió a los Trinitarios (una orden establecida para rescatar a los prisioneros cristianos del cautiverio turco) trasladarse a Cracovia. Nuevos monjes llegaron de Lviv y se establecieron en el monasterio dominico .La propiedad en Kazimierz fue recibida por los trinitarios por Józef Adam Lubowiecki, el starost de Oświęcim. La construcción de la iglesia comenzó en 1741, deteniéndose después de dos años por problemas económicos. Las obras de construcción se reanudaron en 1751 y la nueva iglesia fue consagrada por el obispo Franciszek Potkański, sufragáneo de Cracovia, en 1758. Tras la supresión de la orden por los austriacos en 1796, La iglesia fue convertida en almacén militar. En 1812, por decreto de Federico Augusto, duque de Varsovia, la iglesia pasó a manos de los Hospitalarios de San Juan de Dios, una orden que tenía monasterios en Polonia desde 1609. (trasladado aquí desde la iglesia liquidada de Santa Úrsula en el casco antiguo).
La iglesia, construida en estilo barroco tardío, tiene una de las fachadas más bellas de Polonia, diseñada por Francesco Placidi, quien basó su diseño en las obras de Francesco Borromini .
En la bóveda de la nave hay una policromía ilusionista de Józef Piltz de Moravia, que hace referencia a la historia de los trinitarios: la Santísima Virgen María rodeada de ángeles y una escena del rescate de los prisioneros del cautiverio de San Juan de Mata, fundador de la Orden Trinitaria.
El altar mayor actual en 1940. consagrada por el obispo sufragáneo de Cracovia, Stanisław Rospond.
El púlpito, de estilo barroco tardío del tercer cuarto del siglo XVIII, tiene estatuas de ángeles en la parte superior.
En 1991 Se descubrieron los altares laterales originales pintados, entre las pinturas de los altares laterales las más llamativas son las representaciones de San Judas Tadeo y San Cayetano de Tadeusz Kuntze.

Żegota Pauli, historiador, pasó los últimos 25 años de su vida en el monasterio de los Hermanos Hospitalarios.

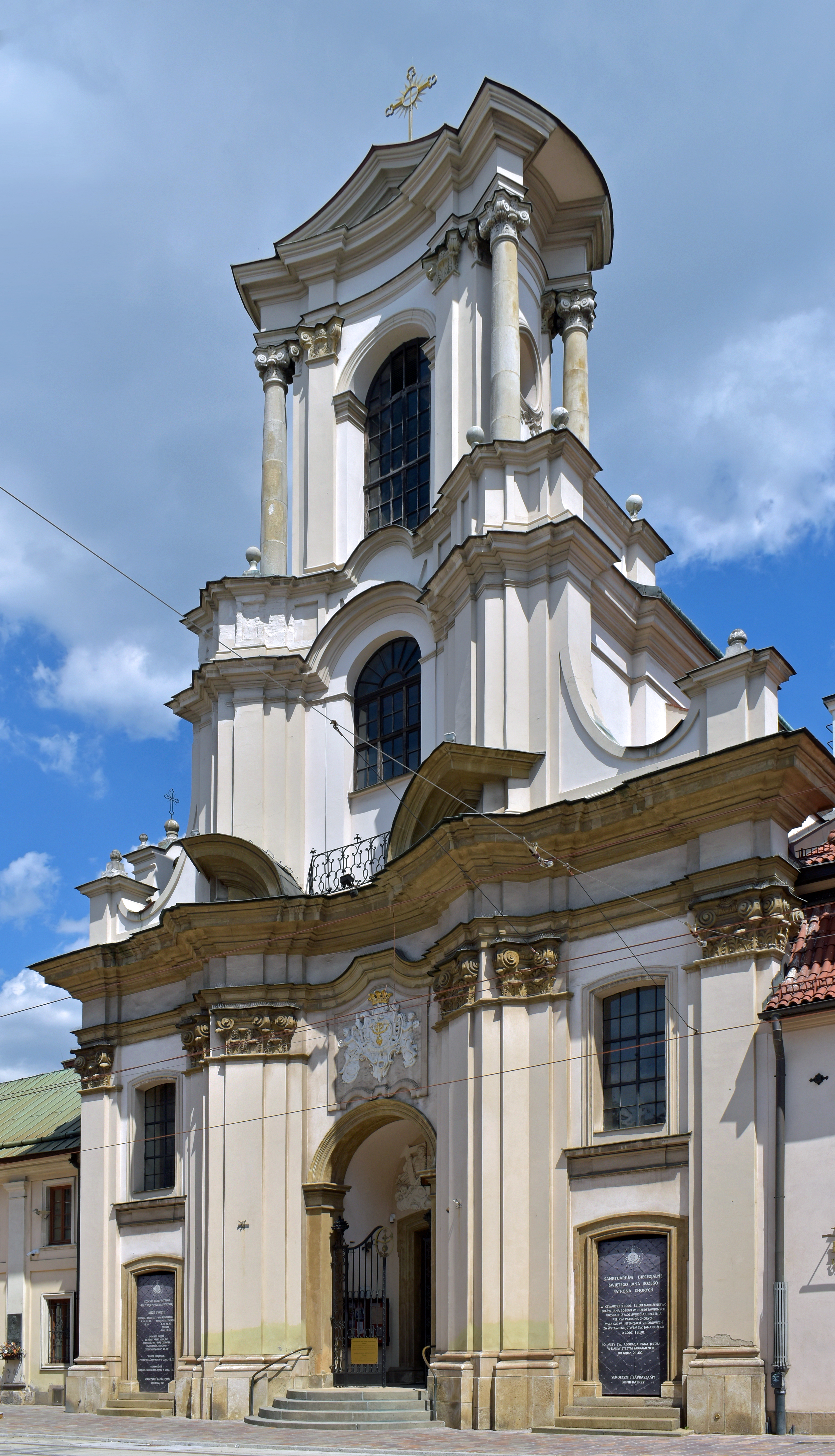
Fachada.
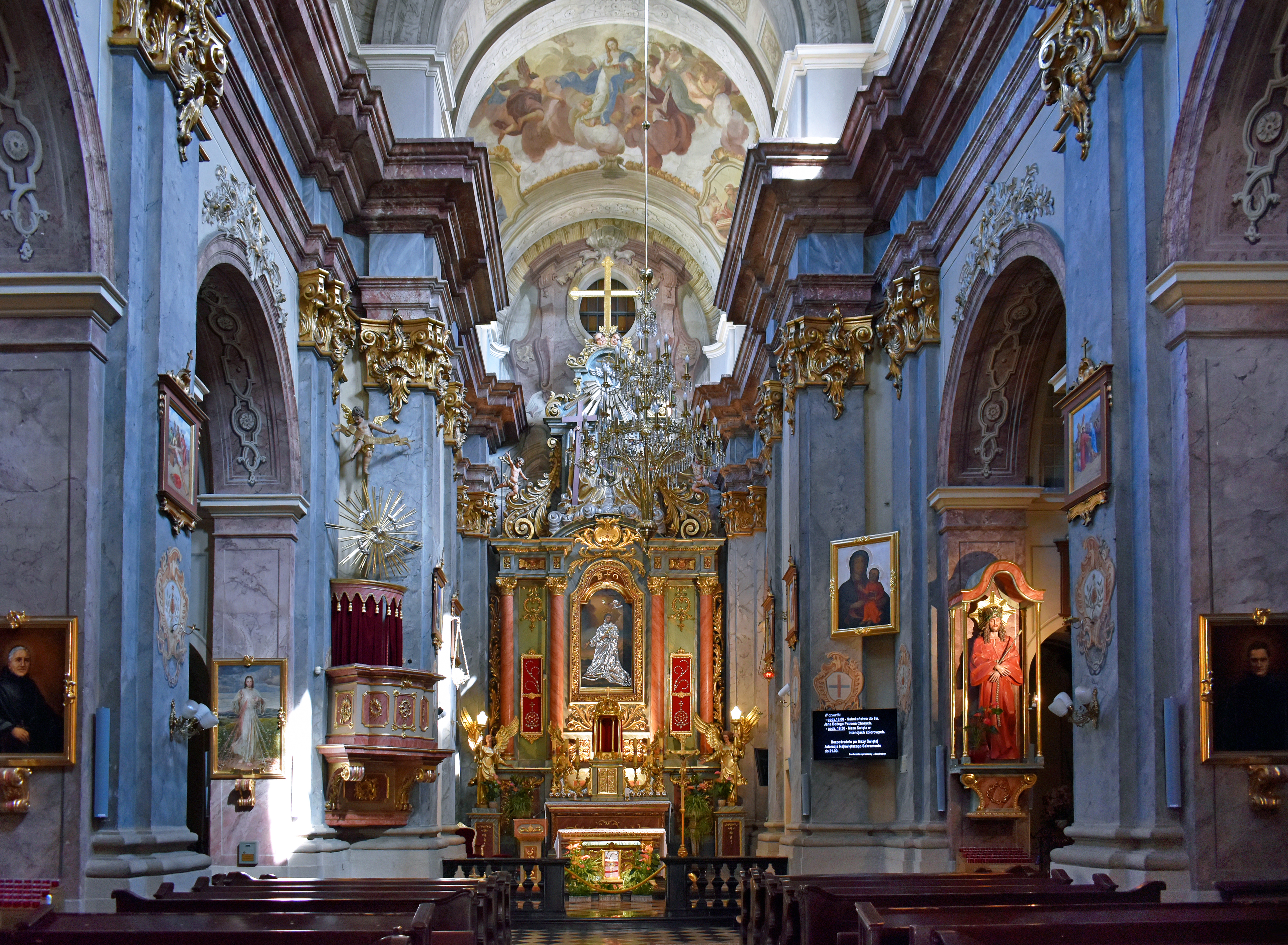
Nave central.
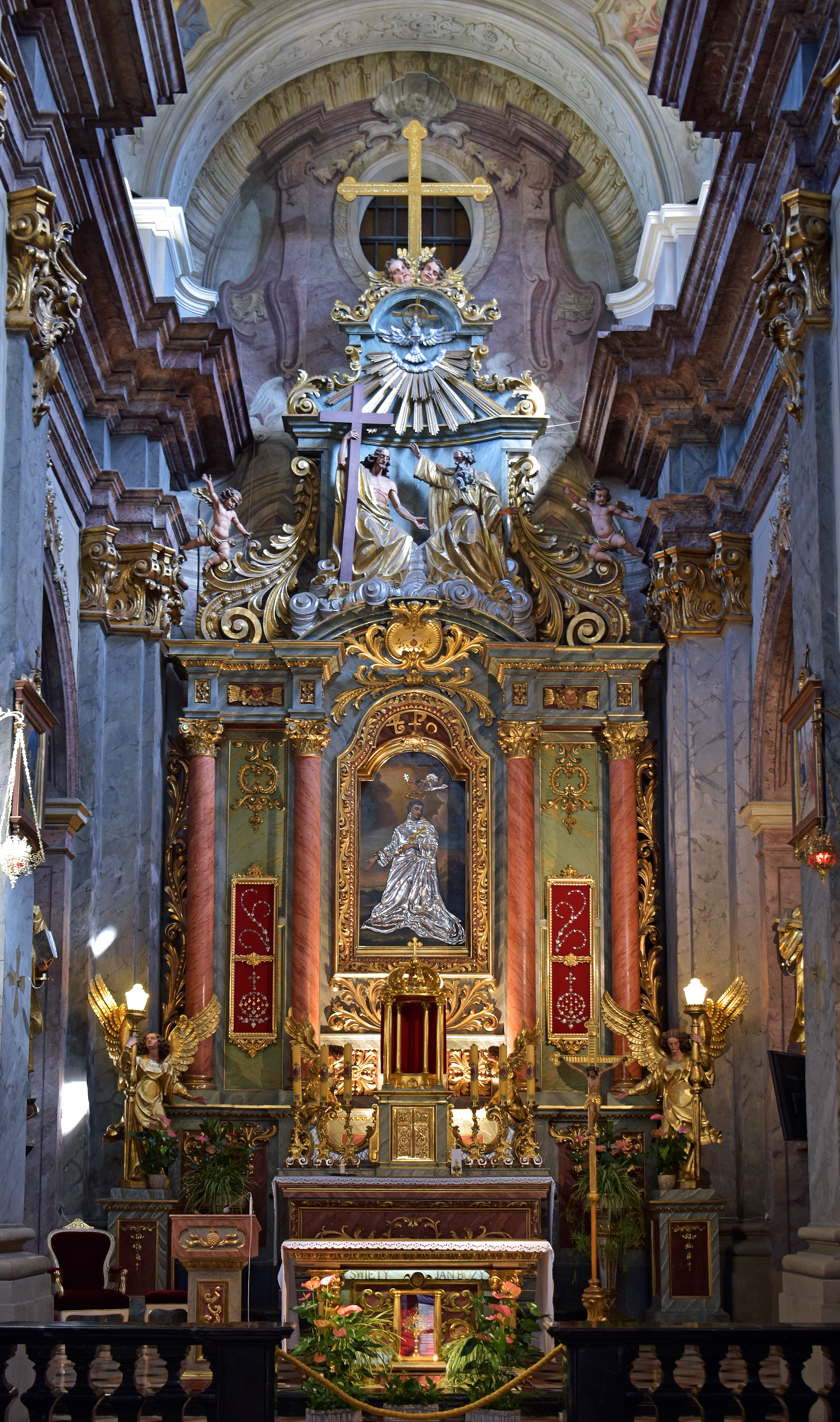
Altar mayor.
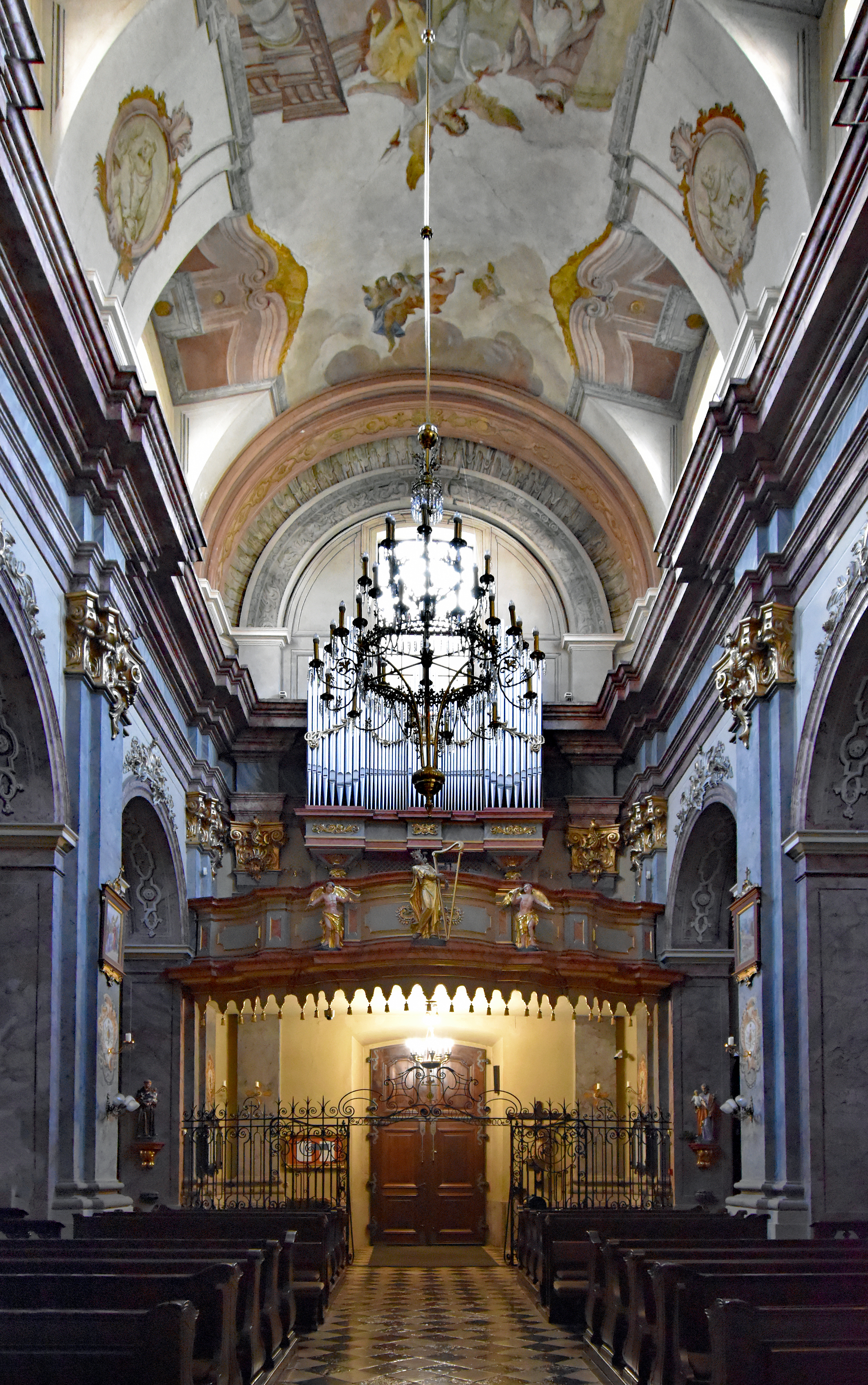
Coro y órgano.
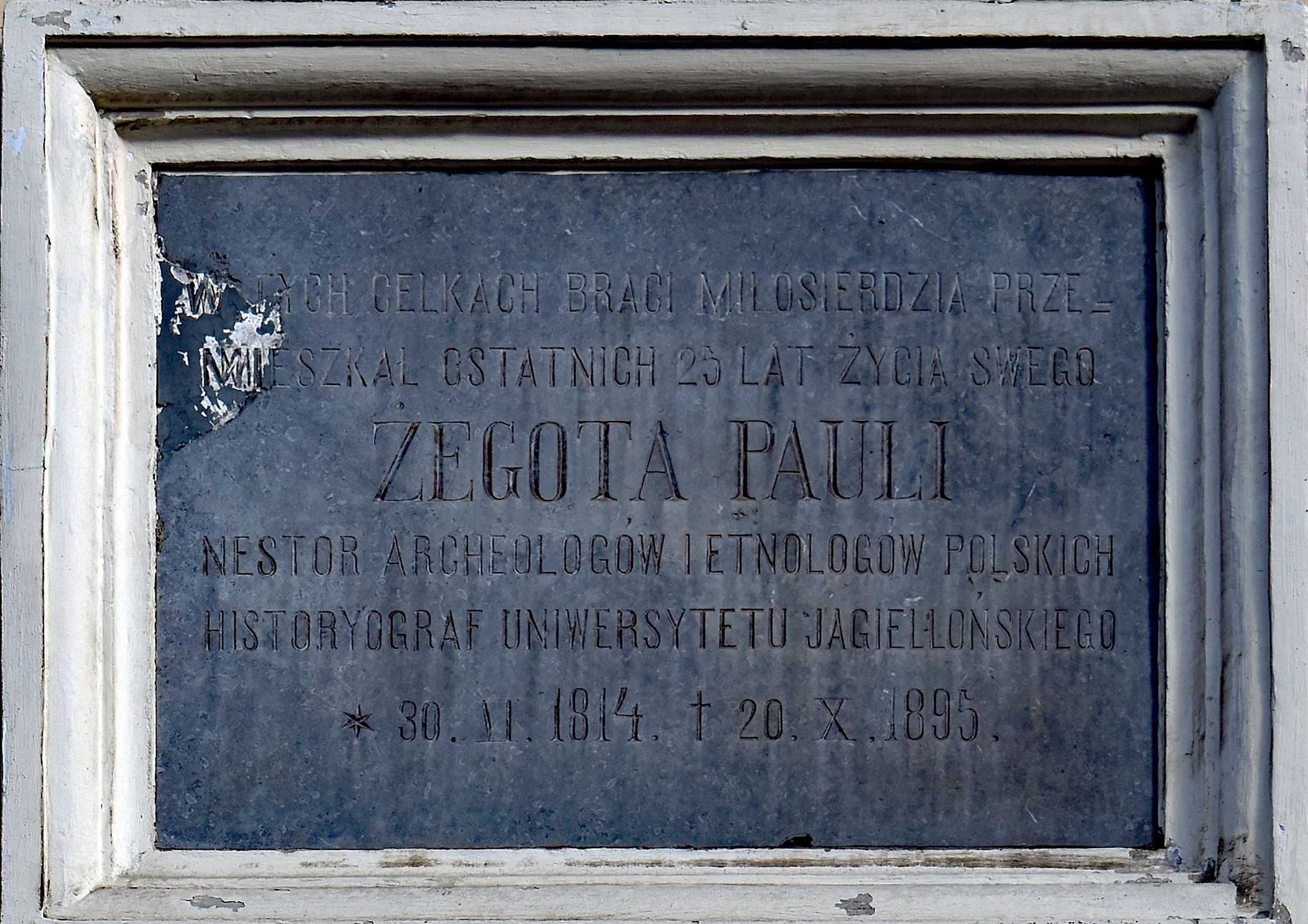
Una placa en el edificio del convento en memoria de Żegota Pauli.
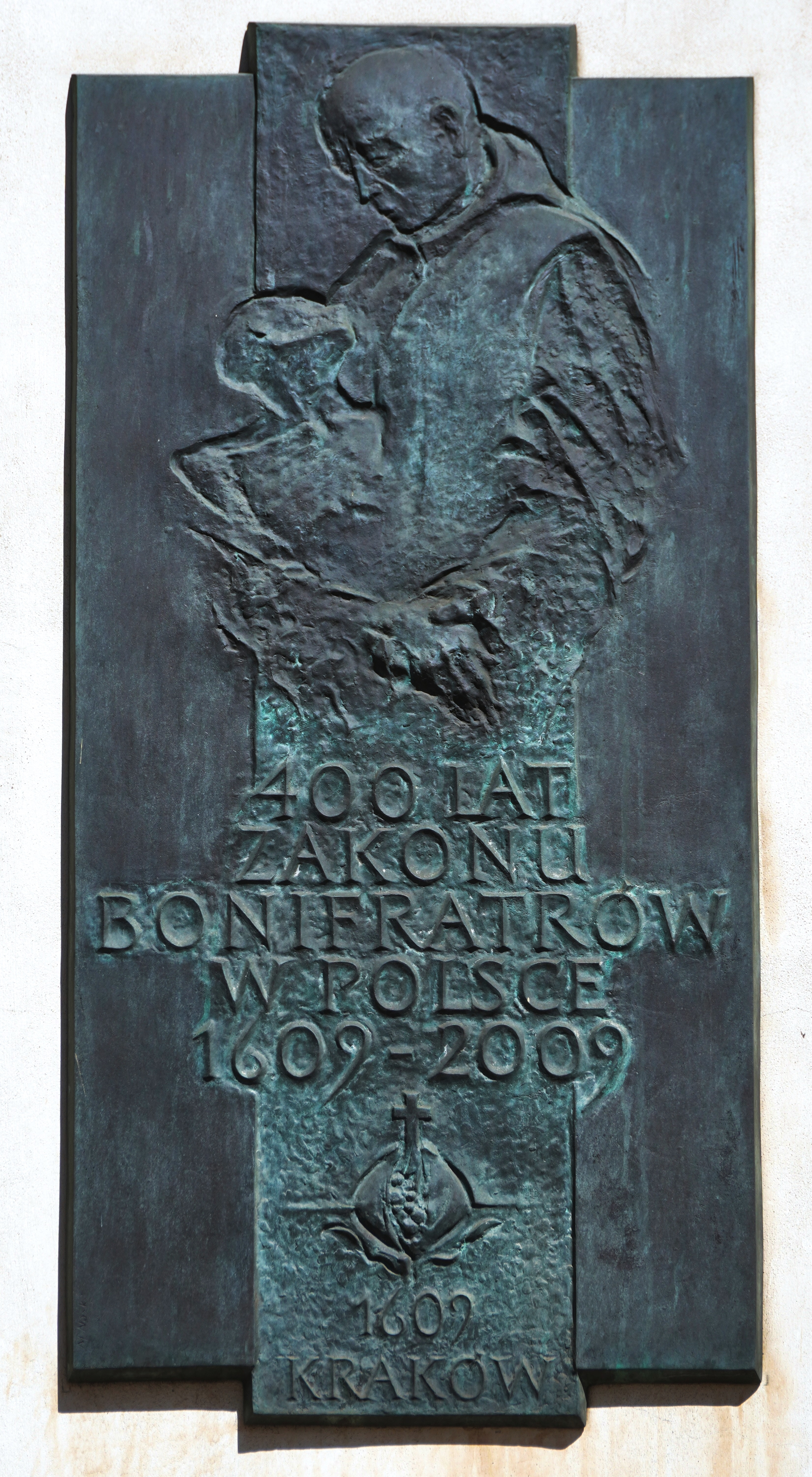
Una placa en el edificio del convento conmemora el 400 aniversario de la Orden de los Hermanos Hospitalarios en Polonia.
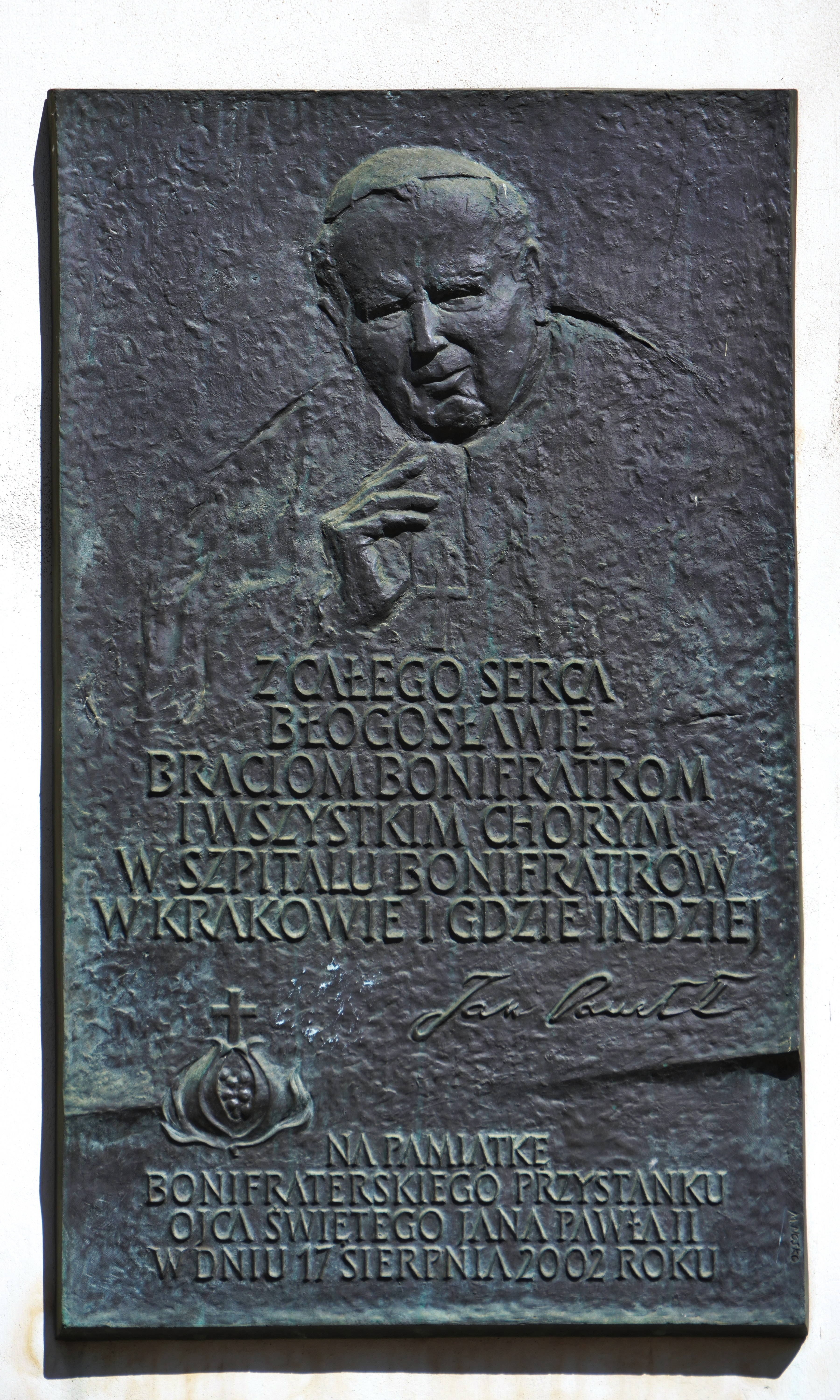
Una placa en el edificio del convento en memoria de Juan Pablo II.